# Nana Caymmi

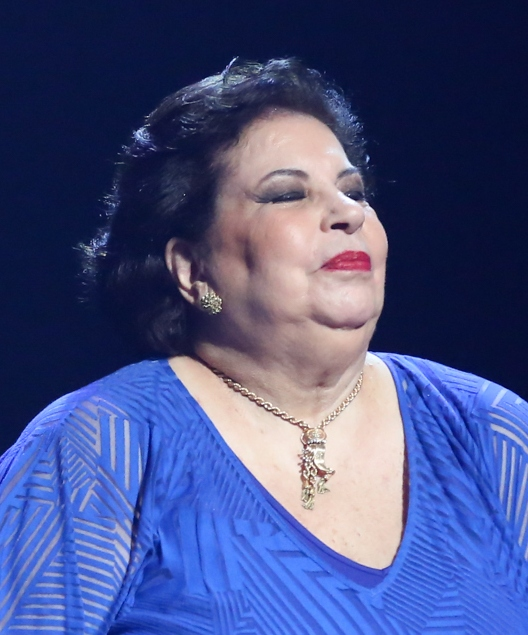
Nana Caymmi (2015)

Dinahir „Nana“ Tostes Caymmi (* 29. April 1941 in Rio de Janeiro; † 1. Mai 2025 ebenda) war eine brasilianische Sängerin.

## Leben
Nana Caymmi war die Tochter des Komponisten Dorival Caymmi und der Sängerin Stella Maris. Ihre Geschwister Dori und Danilo Caymmi wurden ebenso Musiker. 1960 machte sie ihre ersten Plattenaufnahmen und kam auch zu einigen Auftritten im Fernsehen.
1961 heiratete sie den Arzt Gilberto José Aponte Paoli, mit dem sie in den nächsten Jahren in der venezolanischen Hauptstadt Caracas lebte. Dort kamen 1962 und 1963 ihre Töchter Stella Teresa Caymmi Paoli und Denise Maria Caymmi Paoli auf die Welt. Ihr erstes Album Nana erschien 1963. Die Ehe und die musikalischen Ambitionen von Nana Caymmi erwiesen sich als nur schwer vereinbar und so zog es sie zurück nach Rio de Janeiro, wo 1966 ihr Sohn João Gilberto Caymmi Paoli geboren wurde.
Im selben Jahr nahm sie am ersten Festival Internacional do Canção Popular von Rio de Janeiro teil und gewann die nationale Phase des Wettbewerbs mit dem von ihrem Bruder Dori zusammen mit Nelson Motta verfassten poetischen Lied Saveiros. In der Gesamtwertung wurde sie Zweite hinter der deutschen Inge Brück mit dem Lied Frag den Wind.
1967 heiratete sie Gilberto Gil, die Ehe hielt bis 1968. 1979 heiratete sie den Komponisten und Sänger Claudio Nucci, von dem sie sich 1984 trennte.
Während ihrer Laufbahn arbeitete sie mit so bekannten Sängern wie Sérgio Mendes oder Sarah Vaughan zusammen. Ihre Musik ist in ihrer Grundtendenz melancholisch-romantisch, jedoch keinesfalls kitschig. Sie sang auch viele Boleros. Ihre Musik besingt oft die Schönheit des Landes, die Liebe, aber auch Trauer und Schmerz, und kann entfernt mit dem portugiesischen Fado verglichen werden.
Nana Caymmi konnte auf eine lange Karriere zurückblicken, die vor allem in den 1990er Jahren kommerziell erfolgreich war. Sie sang unter anderem auch die Titellieder zahlreicher brasilianischer Telenovelas.
Die Fernsehdokumentation Rio Sonata des Schweizer Filmemachers Georges Gachot, die 2010 in Rio de Janeiro zur Erstaufführung, stellte in einer Übersetzung das Leben und Werk von Nana Caymmi erstmals auch einem größeren deutschsprachigen Publikum vor.
Am 1. Mai 2025 starb Caymmi im Alter von 84 Jahren, zwei Tage nach ihrem Geburtstag.

## Werk
Alben (Auswahl)
- 1965: Nana
- 1976: Renascer
- 1980: Mudança dos ventos
- 1985: Chora Brasileira
- 1993: Bolero
- 1996: Alma Serena
- 1999: Resposta ao Tempo (BR: Gold)[4]

Bekannteste Songs (Auswahl)
- 1983: Vaz e Suor
- 1985: Chora Brasileira
- 1994: A noite do meu bem
- 1998: Resposta ao tempo